# Chionea dolomitana
Chionea dolomitana là một loài ruồi trong họ Limoniidae. Chúng phân bố ở miền Cổ bắc.